# Konrad Zawadzki
Konrad Zawadzki (ur. 30 czerwca 1912 w Warszawie, zm. 3 lipca 2002 tamże) – polski historyk prasy, varsavianista, prawnik, bibliograf, bibliotekarz, bibliofil, członek Stowarzyszenia Bibliotekarzy Polskich, Towarzystwa Przyjaciół Książki, Towarzystwa Miłośników Historii, Stowarzyszenia Autorów ZAiKS, Towarzystwa Przyjaciół Warszawy, Towarzystwa Popierania i Krzewienia Nauk, Towarzystwa Naukowego Warszawskiego.

## Życiorys
Syn Ludwika. Po ukończeniu w 1930 Gimnazjum im. Mikołaja Reja podjął studia ekonomiczne w Institut Supérieur Commerce w Antwerpii. W 1932 kontynuował naukę w Warszawie w Szkole Nauk Politycznych na Wydziale Konsularno-Dyplomatycznym i na Wydziale Prawa Uniwersytetu Warszawskiego. Tytuł magistra uzyskał w 1936 i rozpoczął pracę w kancelarii notarialnej.
W czasie II wojny światowej pracował jako robotnik.
Po zakończeniu wojny pracował w Polskim Radiu, następnie w Polskim Przedsiębiorstwie Pracownia Konserwacji Zabytków, był również radcą prawnym w Państwowym Instytucie Sztuki. W 1958 objął stanowisko kierownika Biblioteki Wojewódzkiego Archiwum Państwowego (obecnie Archiwum Państwowe w Warszawie), gdzie rozpoczął działalność naukową. W latach 1960–1983 był kustoszem, a następnie docentem w Bibliotece Narodowej, kierował Działem Zbiorów Mikrofilmowych, w którym zorganizował pierwszą w Polsce czytelnię mikrofilmów. Pracując w BN, kierował zabezpieczaniem polskich zbiorów bibliotecznych poprzez ich mikrofilmowanie. Jego zasługą jest zapoczątkowanie i prowadzenie akcji scalania i mikrofilmowania zbiorów polskich gazet i czasopism rozproszonych w różnych bibliotekach polskich i zagranicznych. Za jego kierownictwa zmikrofilmowano ok. 8000 starych druków, około 20000 rękopisów i 1800 tytułów gazet i czasopism. Zajmował się również problemami retrospektywnej bibliografii czasopism polskich oraz prowadził badania nad historią prasy polskiej. W 1971 uzyskał doktorat nauk humanistycznych na Wydziale Humanistycznym Uniwersytetu Łódzkiego, a w 1977 stopień doktora habilitowanego nauk humanistycznych w zakresie dziejów książki i prasy na Wydziale Filologicznym Uniwersytetu Wrocławskiego. W latach 1983–2002 pracował w Bibliotece Publicznej m.st. Warszawy, gdzie kierował Działem Bibliografii Czasopism Warszawskich i prowadził badania nad historią prasy polskiej, w szczególności warszawskiej, opracowywał bibliografię retrospektywną czasopism warszawskich. Był inicjatorem i współzałożycielem pierwszego czasopisma naukowego poświęconego w całości Warszawie „Rocznika Warszawskiego” (w latach 1960–1992 – sekretarz redakcji, od 1993 – członek komitetu redakcyjnego).
W 1996 prezydent Rzeczypospolitej Polskiej nadał mu tytuł naukowy profesora nauk humanistycznych.
Zmarł w Warszawie, pochowany na cmentarzu Wojskowym na Powązkach (kwatera N-5-8).

## Wyróżnienia, nagrody i odznaczenia
- Złoty Krzyż Zasługi (1975)
- Złota odznaka honorowa „Za Zasługi dla Warszawy” (1976)
- Honorowa Odznaka Stowarzyszenia Bibliotekarzy Polskich (1977)
- Odznaka „Za Zasługi dla Archiwistyki” (1978)
- Złota Odznaka Honorowa Związku Księgarzy Polskich (1980)
- Nagroda Ministra Kultury i Sztuki im. Heleny Radlińskiej I stopnia (1981)[4]
- Krzyż Kawalerski Orderu Odrodzenia Polski (1982)
- Nagroda Miasta Stołecznego Warszawy (1983)
- Odznaka Honorowa ZAiKS-u (1988)[5]
- Krzyż Komandorski Orderu Odrodzenia Polski (1997)[1]
- Nagroda Naukowa SBP im. Adama Łysakowskiego (za lata 1996–2000)[6]

## Ważniejsze publikacje
- Problemy bibliografii retrospektywnej czasopism polskich. „Przegląd Biblioteczny” 1972, z. 1, s. 24–38.
- Dom pod Królami. Warszawa: Państwowe Wydawnictwo Naukowe 1973.
- Mikrofilmy w bibliotekach polskich. Stan obecny, zadania, perspektywy. Warszawa: Biblioteka Narodowa 1978 (Referat na konferencję „Zastosowanie mikroform w bibliotekarstwie i informacji naukowej” Warszawa 5–6 grudnia 1978).
- Z problemów mikrofilmowania zbiorów bibliotecznych. „Rocznik Biblioteki Narodowej” T. 16 (1981), s. 323–347.
- Zbiory mikrofilmowe. [w:] 50 lat Biblioteki Narodowej. Warszawa 1928–1978. Warszawa: Biblioteka Narodowa 1984, s. 203–213.
- Gazety ulotne polskie i Polski dotyczące XVI–XVIII wieku : bibliografia. T. 1–3, Wrocław: Zakład Narodowy im. Ossolińskich – Wydawnictwo PAN 1977–1990.
- Bibliografia czasopism warszawskich 1579–1981. T. 1–3. Oprac. Konrad Zawadzki z zespołem. Warszawa: Biblioteka Publiczna m. st. Warszawy – Biblioteka Główna Województwa Mazowieckiego 1994–2001.
- Bibliografia czasopism polskich. [w:] Czwarta Ogólnokrajowa Narada Bibliografów. Warszawa 7–9 czerwca 1995. Referaty i dyskusja. Warszawa: Biblioteka Narodowa 1996, s. 62–74.
- Prasa ulotna za Zygmunta III. Warszawa: Zamek Królewski 1997.
- Początki prasy polskiej. Gazety ulotne i seryjne XVI–XVIII wieku. Warszawa: Biblioteka Narodowa 2002. ISBN 83-7009-358-2.